# Unidade de Conservação da Natureza Cape Mount
A Unidade de Conservação da Natureza Cape Mount está localizada na Libéria. Foi fundada em 1977. Este área protegida ocupa uma área de 554 km 2.
Pertence à categoria IV da IUCN.